# Turbine (Walibi Belgium)
Turbine (2013 bis 2025 als Psyké Underground)  im Freizeitpark Walibi Belgium in Wavre, Wallonisch-Brabant, Belgien, ist eine Stahlachterbahn vom Modell Shuttle Loop des Herstellers Schwarzkopf GmbH. Sie wurde 1982 im damaligen Walibi Wavre eröffnet. Die Achterbahn fuhr von 1982 bis 1998 unter dem Namen Sirocco und von 1999 bis 2008 unter dem Namen Turbine. Ende 2008 gab der Betreiber des Parks bekannt, dass 2009 Turbine nicht wieder eröffnen wird. Im Sommer 2013 wurde die Bahn allerdings unter dem neuen Namen Psyké Underground wiedereröffnet. Zur Saison 2025 wurde die Bahn wieder in Turbine zurück benannt und in den neuen Themenbereich mit dem Namen Dock World integriert.
Als die Bahn unter Sirocco fuhr, stand diese komplett im Freien. Zur Saison 1999 wurde um die Station, die Beschleunigungsstrecke und den Looping ein Gebäude zur Geräuschverminderung gebaut. Nur die beiden Türme standen noch im Freien. Vor der Wiedereröffnung 2013 wurden schließlich auch diese eingehaust, sodass die Strecke nun vollständig indoor verläuft.
Ursprünglich wurde die Bahn bereits 1981 für einen unbekannten Park in Asien gebaut, wohin sie aber nie ausgeliefert wurde. Nach Stornierung der Bestellung aus Asien wurde sie dann nach Belgien geliefert.

## Fahrt

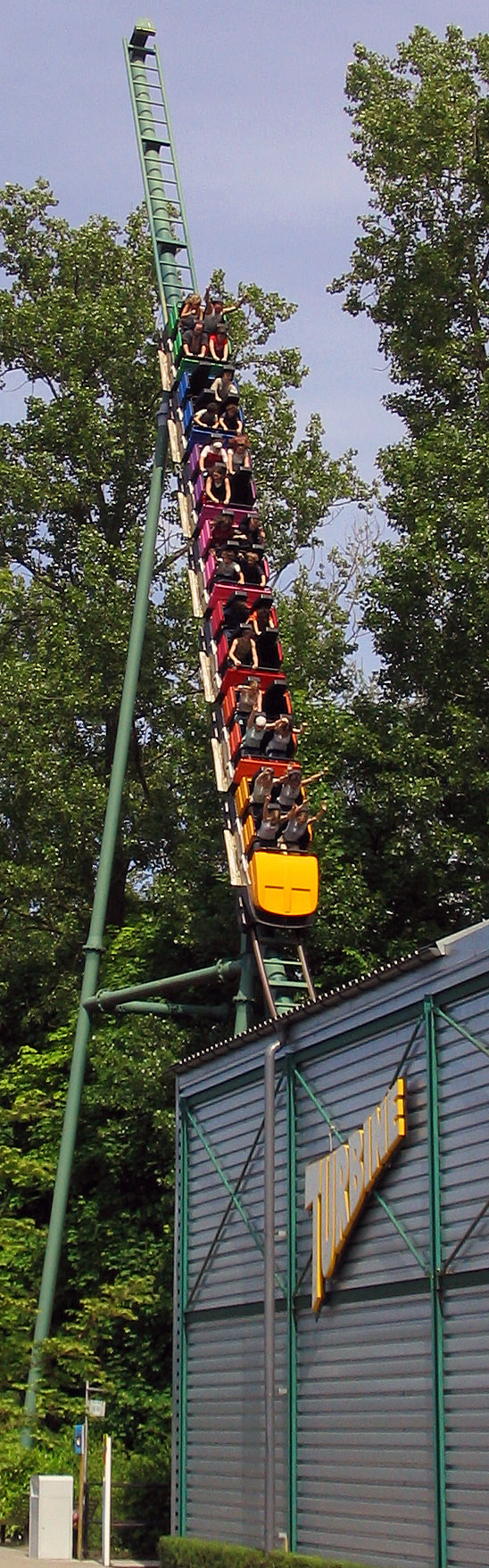
Der hintere Turm

Der Zug wird mittels eines linearen Induktionsmotors aus der Station heraus mit 85,3 km/h in einen Looping katapultiert und erklimmt danach einen 42 m hohen, 70° steilen Turm. Nach der Rückwärtsfahrt durch den Looping und die Beschleunigungsstrecke kommt er nicht in der Station zum Stillstand, sondern durchfährt sie und fährt einen zweiten Turm hinter der Station hinauf. Erst nach dessen Abfahrt wird er in der Station abgebremst. 
Bis zur Schließung nach der Saison 2008 wurde der Zug mit Hilfe eines Schwungrades in den Looping katapultiert.

## Zug

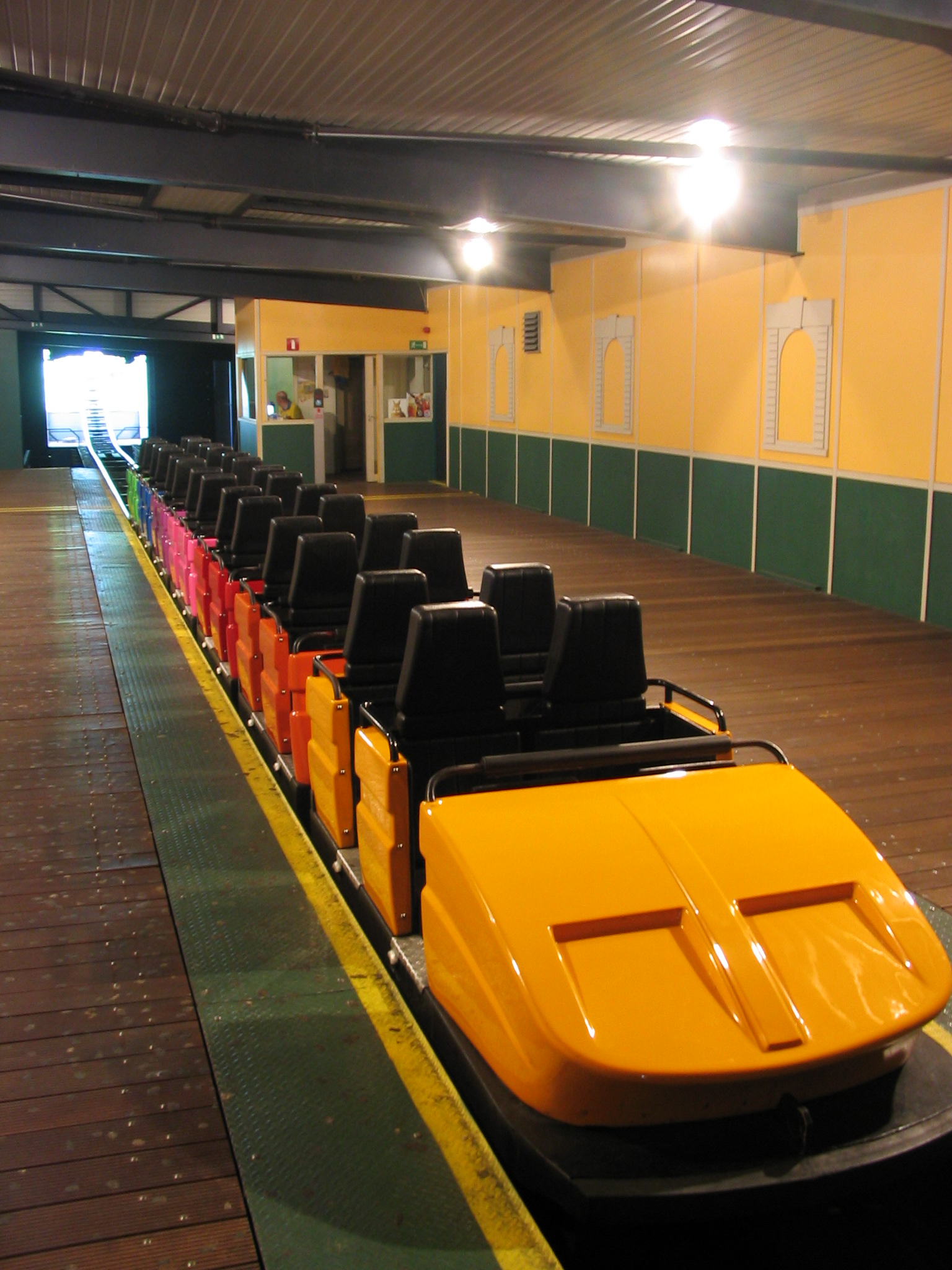
Der alte Zug in der Station

Turbine besitzt einen Zug mit sieben Wagen. In jedem Wagen können vier Personen (zwei Reihen à zwei Personen) Platz nehmen. Als Rückhaltesystem kommen Schoßbügel zum Einsatz. Zur Neueröffnung 2013 erhielt die Bahn einen neuen Zug von Gerstlauer Amusement Rides.

## Wiedereröffnung
Am 18. April 2011 gab der Parkbetreiber bekannt, dass Turbine 2013 unter einem anderen Namen wiedereröffnet werden soll. Die Bauarbeiten begannen am 12. Mai 2012 und sollten zwölf Monate dauern. Jedoch gab Walibi im März 2013 bekannt, dass sich die Eröffnung um drei Monate verzögert. Im April fanden die ersten Bilder des neuen Zuges ihren Weg ins Internet. Am 13. April wurde eine erste Probefahrt durchgeführt. Der neue Name Psyké Underground der Bahn wurde Mitte Mai bekannt gegeben. Die Eröffnung war für Juni 2013 geplant, die Bahn wurde jedoch erst am 12. Juli offiziell wiedereröffnet.